# Maiolica di Cafaggiolo

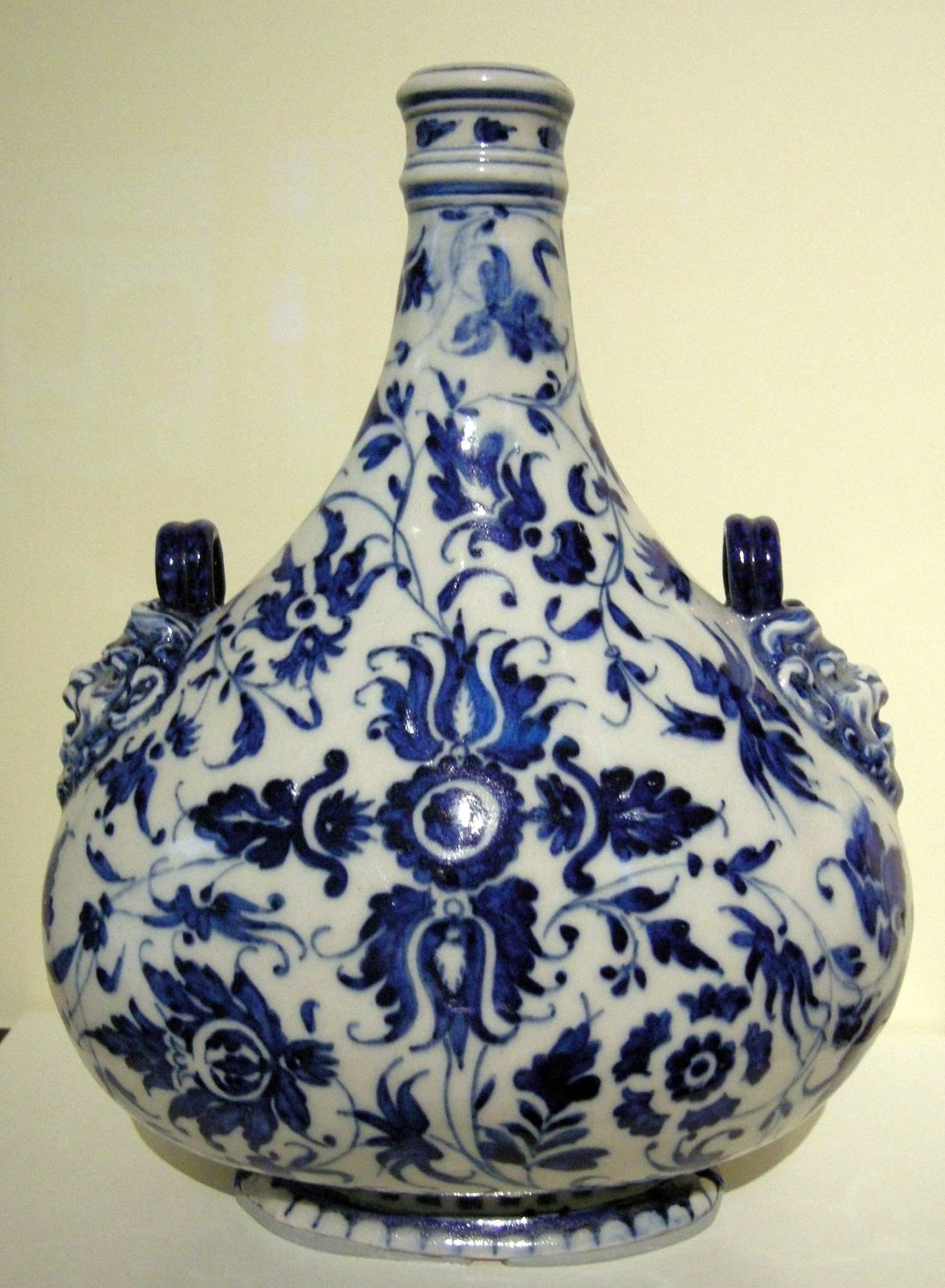
Fiasca da pellegrino con decorazioni "alla porcellana", 1580 circa, Getty Center

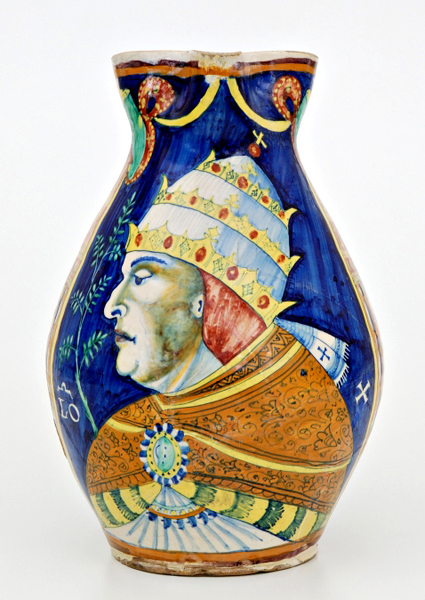
Brocca con ritratto di papa Leone X, forse effigiato in occasione della sua visita alla villa del 1515, Museo Internazionale delle Ceramiche in Faenza

La maiolica di Cafaggiolo fu una delle produzioni più prestigiose della ceramica rinascimentale italiana, nel secolo d'oro del Cinquecento.

## Storia
A partire da un'antica fornace di materiale laterizio, sul finire del Quattrocento Lorenzo il Popolano, proprietario della villa di Cafaggiolo ceduta dal cugino Lorenzo de' Medici, chiamò alcuni vasai da Montelupo Fiorentino, per impiantare una fabbrica di maiolica più vicina a Firenze, che potesse pienamente soddisfare alle esigenze della città e della sua casata. Tra gli artisti arrivati c'erano Piero e Stefano di Filippo Schiavon e un Fattorini, decoratore di gran talento. La fornace si trovava in un'area prospiciente le attuali scuderie.
All'inizio la produzione di maioliche rifletté i coevi modelli di Montelupo, con le famiglie decorative tipiche della fine del Quattrocento, spostandosi poi sulla maiolica istoriata finemente, con un'accesa policromia e un segno particolarmente fine, analogo per certe caratteristiche alla produzione delle manifatture di Siena (con cui i pezzi di Cafaggiolo sono spesso confusi). Grazie all'opera magistrale di Jacopo, figlio di Stefano Schiavon, si produssero "istorie" di grande qualità tecnica e decorativa, all'altezza di quelle realizzate dai celebri maestri urbinati del periodo. Gli sfondi sono per lo più azzurro scuro, stesi in maniera grossolana con un pennello largo, mentre i colori tipici sono il verde chiaro e quasi trasparente, il raro rosso ciliegia e il giallo limone.
Si diffuse anche una decorazione "alla porcellana" (di ispirazione cinese), a contornare i grandi stemmi delle maggiori casate fiorentine dipinti al centro di boccali, albarelli, piatti e vassoi.
Le opere di questa celeberrima fabbrica sono spesso contrassegnate con le lettere S e P incrociate, o "SPR" o "SPF", per alcuni riferibili alle probabili iniziali dei fondatori, anche se per altri le due lettere sarebbero una contrazione del motto mediceo semper. Col rientro della casata medicea a Firenze e l'instaurazione del Ducato, Cafaggiolo si dedicò quasi esclusivamente alle richieste dei regnanti, spesso con manufatti di grandi dimensioni, detti "da pompa", cioè destinati all'esposizione in particolari celebrazioni.
Nell'ultimo quarto del Cinquecento dopo aver vissuto una grande stagione ceramica, le maioliche di Cafaggiolo declinarono verso una produzione seriale, per cessare agli inizi del Seicento, e con motivazioni tuttora avvolte nel mistero, ogni attività.